# Anja Schüte
Anja Schüte (Amburgo, 2 settembre 1964) è un'attrice tedesca.

## Biografia
Ha iniziato a prendere lezioni di recitazione subito dopo aver terminato il liceo. Notata dal regista David Hamilton, è stata da lui diretta in varie pellicole erotiche, tra le quali Tenere cugine, dove ha interpretato il ruolo della protagonista, guadagnando la celebrità. In seguito ha recitato soprattutto in film televisivi e serial polizieschi.
L'attrice è stata sposata per breve tempo con Roland Kaiser e ha un figlio. Vive in Norvegia, a Oslo.

## Filmografia

### Cinema
- Laura, primizie d'amore (Laura, les ombres de l'été), regia di David Hamilton (1979) - non accreditata
- Tenere cugine (Tendres cousines), regia di David Hamilton (1980)
- Ein dicker Hund, regia di Franz Marischka (1982)
- Premiers Désirs, regia di David Hamilton (1984)
- State of Wonder, regia di Martin Donovan (1984)
- Das Wunder, regia di Eckhart Schmidt (1985)

### Televisione
- Il commissario Köster (Der Alte) – serie TV, episodio 6x08 (1982)
- Inflation im Paradies, regia di Susanne Blänkner – film TV (1983) - (episodio: Testschock)
- Der Trotzkopf, regia di Helmuth Ashley – miniserie TV (1983)
- Gestern bei Müllers – serie TV, episodio 1x04 (1983)
- August der Starke, regia di Rudolf Nussgruber – film TV (1984)
- Pogo 1104 – serie TV, episodio 1x01 (1984)
- Oliver Maass – serie TV, 6 episodi (1985)
- La clinica della Foresta Nera (Die Schwarzwaldklinik) – serie TV, episodio 2x11 (1986)
- Kommissar Zufall – serie TV (1987)
- L'ispettore Derrick (Derrick) – serie TV, episodio 15x10 (1988)
- Crash, regia di Tom Toelle – film TV (1988)
- Jede Menge Schmidt, regia di Franz Josef Gottlieb – film TV (1989)
- Willi - Ein Aussteiger steigt ein, regia di Wolfgang Luderer – film TV (1990)
- Die Wicherts von nebenan – serie TV, 43 episodi (1986-1991)
- Wie gut, daß es Maria gibt – serie TV, 12 episodi (1990-1991)
- Mrs. Harris – serie TV, episodio 1x06 (1991)
- Sylter Geschichten – serie TV (1993)
- Kommissar Klefisch – serie TV, episodi 1x02-1x06 (1991-1996)
- Klinik unter Palmen – serie TV, episodi 1x01-1x02-1x03 (1996)
- Mona M. - Mit den Waffen einer Frau – serie TV, episodio 1x08 (1996)
- Rosamunde Pilcher – serie TV, episodio 1x20 (1998)
- 14º Distretto (Großstadtrevier) – serie TV, episodio 9x03 (1999)
- Kanadische Träume - Eine Familie wandert aus, regia di Karola Meeder – miniserie TV (1999)
- Il medico di campagna (Der Landarzt) – serie TV, episodio 11x10 (2002)
- Weißblaue Wintergeschichten – serie TV, episodio 1x11 (2002)
- La nostra amica Robbie (Hallo Robbie!) – serie TV, episodio 2x05 (2003)
- Hilfe, ich bin Millionär, regia di Karola Meeder – film TV (2003)
- Das Licht von Afrika, regia di Gabriel Barylli – film TV (2003)
- La nave dei sogni (Das Traumschiff) – serie TV, episodi 1x28-1x51 (1996-2005)
- Schlosshotel Orth – serie TV, episodio 9x14 (2006)
- La casa del guardaboschi (Forsthaus Falkenau) – serie TV, 54 episodi (2003-2006)
- Il principe e la fanciulla (Der Fürst und das Mädchen) – serie TV, 10 episodi (2007)
- Die Bergretter – serie TV, episodio 1x03 (2009)
- Tierärztin Dr. Mertens – serie TV, episodio 3x13 (2010)
- Gräfliches Roulette, regia di Ulrich König – film TV (2010)
- Un ciclone in convento (Um Himmels Willen) – serie TV, 4 episodi (2009-2019)